# Stephen Howard
Stephen Howard, né le 15 juillet 1970 à Dallas, au Texas, est un joueur américain de basket-ball, évoluant au poste d'ailier fort.

## Palmarès
- Champion des Philippines 2000
- First-team All-Great Midwest 1992
- All-Star LNB 1996